# FIBA West Asia Super League 2023-2024
La FIBA West Asia Super League 2023-2024, anche conosciuta come FIBA WASL 2023-24, è la seconda edizione della competizione la principale competizione di basket per l'Asia occidentale organizzata dalla FIBA Asia.
La stagione inizialmente doveva iniziare il 16 ottobre, ma è l'avvio del torneo è stato rimandato al 13 novembre a causa della situazione di elevata emergenza successiva allo scoppio della Guerra di Gaza.
La Final 8 della seconda edizione si disputerà a Doha, capitale del Qatar, dal 24 maggio al 1 giugno 2024.
La squadra del Bahrein dell'Al Manama sono i campioni in carica, avendo vinto la stagione inaugurale della competizione.
I campioni e i secondi classificati di questa edizione otterranno la qualificazione per la prima edizione della nuova Basketball Champions League Asia 2024.

## Squadre partecipanti
Le squadre partecipanti alla seconda stagione sono state annunciate dalla FIBA il 7 agosto 2023.
Il 6 ottobre è stato annunciato che la squadra giordana dell'Al-Ahli Amman sarebbe stata rimpiazzata dalla squadra irachena dell'Al-Shorta; il 31 ottobre la FIBA ha annunciato che il Sagesse Beirut avrebbe preso il posto del Dynamo Club come seconda rappresentante del Libano; il 15 novembre è stato annunciato dalla FIBA che la squadra palestinese dell'Orthodox Beit Sahour non avrebbe preso parte alla competizione a causa della Guerra di Gaza.
- CH: Campioni in carica
- 1°, 2°, ecc.: Posizione nella stagione precedente nel campionato nazionale

| Final 8                   | Final 8                | Final 8               | Final 8               |
| ------------------------- | ---------------------- | --------------------- | --------------------- |
| Astana (1°)               | Tamil Nadu (1°)        | Al-Riyadi Beirut (1°) | Shahrdari Gorgan (1°) |
| Al Kuwait (1°)            | Kazma (2°)             | Al Manama (1°)        | Sagesse Beirut (3°)   |
| Fase a Gironi             |                        |                       |                       |
| West Asia                 | West Asia              | Gulf League           | Gulf League           |
| Al-Riyadi Beirut (1°)     | Al Wahda Damasco (1°)  | Al-Rayyan Doha (1°)   | Al Manama (1°)CH      |
| Sagesse Beirut (3°)       | Al Ittihad Aleppo (2°) | Al-Shamal SC (2°)     | Al-Muharraq (2°)      |
| Shahrdari Gorgan (1°)     | Al-Naft (1°)           | Al Kuwait (1°)        | Al-Ahli Gedda (1°)    |
| Orthodox Beit Sahour (1°) | Al-Shorta (2°)         | Kazma(2°)             | Shabab Al-Ahli (1°)   |

## Sorteggi
Il sorteggio per i gironi delle due sottozone si è tenuto l'8 agosto 2023 alle 18:00 (UTC+3) presso Le Royal Hotel nella cittadina di
Dbayeh, in Libano.Squadre dello stesso paese non possono essere sorteggiate nello stesso girone. Pertanto, erano presenti tre fasce per il sorteggio e le squadre rimanenti sono state assegnate al girone che non conteneva una squadra del loro stesso paese.
West Asia League
| Squadre          |
| ---------------- |
| Al-Riyadi Beirut |
| Shahrdari Gorgan |

| Squadre       |
| ------------- |
| Al-Naft       |
| Al-Ahli Amman |

| Squadre              |
| -------------------- |
| Al Wahda Damasco     |
| Orthodox Beit Sahour |

| Squadre           |
| ----------------- |
| Sagesse Beirut    |
| Al Ittihad Aleppo |

Gulf League
| Squadre   |
| --------- |
| Al Kuwait |
| Al Manama |

| Squadre        |
| -------------- |
| Shabab Al-Ahli |
| Al-Ahli Gedda  |

| Squadre        |
| -------------- |
| Al-Rayyan Doha |

| Squadre      |
| ------------ |
| Al-Shamal SC |
| Al-Muharraq  |
| Kazma        |

## West Asia League

### Fase a gironi

#### Gruppo A
| Pos | Squadra          | G | V | P | GF  | GS  | DG   | Pt | Qualificazione              |  | GOR    | SAG   | AHL    | NAF    |
| --- | ---------------- | - | - | - | --- | --- | ---- | -- | --------------------------- |  | ------ | ----- | ------ | ------ |
| 1   | Shahrdari Gorgan | 6 | 6 | 0 | 569 | 403 | +166 | 12 | Qualificata alle semifinali |  | —      | 81–68 | 121–70 | 100–59 |
| 2   | Sagesse          | 6 | 4 | 2 | 503 | 457 | +46  | 10 | Qualificata allo spareggio  |  | 74–86  | —     | 101–58 | 89–82  |
| 3   | Al Ittihad Ahli  | 6 | 2 | 4 | 418 | 517 | −99  | 8  | Qualificata allo spareggio  |  | 65–80  | 72–81 | —      | 79–72  |
| 4   | Al Naft          | 6 | 0 | 6 | 420 | 533 | −113 | 6  |                             |  | 67–101 | 78–90 | 62–74  | —      |

#### Gruppo B
| Pos | Squadra              | G | V | P | GF  | GS  | DG   | Pt | Qualificazione              |  | RIY    | SHO    | WHD   | ORT   |
| --- | -------------------- | - | - | - | --- | --- | ---- | -- | --------------------------- |  | ------ | ------ | ----- | ----- |
| 1   | Al Riyadi Beirut     | 4 | 4 | 0 | 410 | 293 | +117 | 8  | Qualificata alla Semifinale |  | —      | 120–90 | 79–53 | Canc. |
| 2   | Al Shorta            | 4 | 1 | 3 | 246 | 324 | −78  | 5  | Qualificata allo spareggio  |  | 83–115 | —      | 79–52 | Canc. |
| 3   | Al Wahda             | 4 | 1 | 3 | 322 | 361 | −39  | 5  | Qualificata allo spareggio  |  | 67–96  | 74–70  | —     | Canc. |
| 4   | Orthodox Beit Sahour | 0 | 0 | 0 | 0   | 0   | 0    | 0  |                             |  | Canc.  | Canc.  | Canc. | —     |

### Fase finale

#### Spareggio per le semifinali
| Squadra 1 | Totale | Squadra 2       | Gara 1 | Gara 2 | Gara 3 |
| --------- | ------ | --------------- | ------ | ------ | ------ |
| Al Shorta | 2–1    | Al Ittihad Ahli | 89–73  | 80–91  | 76–70  |
| Al Wahda  | 0–2    | Sagesse         | 75–89  | 78–99  | –      |

#### Semi-finali
Il calendario per le semifinali è stato rilasciato il 21 Marzo 2024.
| Squadra 1        | Totale | Squadra 2 | Gara 1 | Gara 2  | Gara 3 |
| ---------------- | ------ | --------- | ------ | ------- | ------ |
| Shahrdari Gorgan | 2–0    | Al Shorta | 102–64 | 88–83   | –      |
| Al Riyadi Beirut | 2–1    | Sagesse   | 95–92  | 106–109 | 86–65  |

#### Finale terzo posto
La finale per il terzo posto, che vale la qualificazione per la final 8 si è giocata il 24 aprile 2024.
| Squadra 1 | Risultato | Squadra 2 |
| --------- | --------- | --------- |
| Al Shorta | 66-116    | Sagesse   |

#### Finali
Le date per le due sfide finali sono state definite nel 25 Aprile e 1 Maggio, mentre l'eventuale terza sfida è prevista per l'8 Maggio 2024.
| Squadra 1        | Totale | Squadra 2        | Gara 1 | Gara 2 | Gara 3 |
| ---------------- | ------ | ---------------- | ------ | ------ | ------ |
| Shahrdari Gorgan | 1–2    | Al Riyadi Beirut | 60-95  | 95-85  | 78-100 |

## Gulf League

### Fase a gironi

#### Gruppo A
| Pos | Squadra        | G | V | P | GF  | GS  | DG  | Pt | Qualificazione              |  | KUW    | MUH    | RYN   | AHJ   |
| --- | -------------- | - | - | - | --- | --- | --- | -- | --------------------------- |  | ------ | ------ | ----- | ----- |
| 1   | Kuwait Club    | 6 | 4 | 2 | 580 | 524 | +56 | 10 | Qualificata alla semifinale |  | —      | 96–101 | 85–62 | 91–83 |
| 2   | Al Muharraq    | 6 | 3 | 3 | 509 | 523 | −14 | 9  | Qualificato allo spareggio  |  | 92–108 | —      | 78–79 | 94–80 |
| 3   | Al Rayyan      | 6 | 3 | 3 | 482 | 509 | −27 | 9  | Qualificato allo spareggio  |  | 94–90  | 65–79  | —     | 84–89 |
| 4   | Al Ahli Jeddah | 6 | 2 | 4 | 520 | 542 | −22 | 8  |                             |  | 92–110 | 95–65  | 88–98 | —     |

#### Gruppo B
| Pos | Squadra        | G | V | P | GF  | GS  | DG   | Pt | Qualificazione              |  | MNM    | KZM    | SAH   | SML    |
| --- | -------------- | - | - | - | --- | --- | ---- | -- | --------------------------- |  | ------ | ------ | ----- | ------ |
| 1   | Manama         | 6 | 6 | 0 | 575 | 453 | +122 | 12 | Qualificata alle semifinali |  | —      | 84–76  | 78–74 | 108–71 |
| 2   | Kazma          | 6 | 3 | 3 | 549 | 491 | +58  | 9  | Qualificata allo spareggio  |  | 82–102 | —      | 80–85 | 119–62 |
| 3   | Shabab Al Ahli | 6 | 3 | 3 | 515 | 466 | +49  | 9  | Qualificata allo spareggio  |  | 67–73  | 83–91  | —     | 110–81 |
| 4   | Al Shamal      | 6 | 0 | 6 | 435 | 666 | −231 | 6  |                             |  | 83–130 | 75–101 | 63–96 | —      |

### Fase finale

#### Spareggio per le semifinali
| Squadra 1   | Totale | Squadra 2      | Gara 1 | Gara 2      | Gara 3 |
| ----------- | ------ | -------------- | ------ | ----------- | ------ |
| Al Rayyan   | 0–2    | Kazma          | 61–69  | 77–78 (2OT) | –      |
| Al Muharraq | 2–1    | Shabab Al Ahli | 97–87  | 75–116      | 89–82  |

#### Semi-finali
| Squadra 1   | Totale | Squadra 2   | Gara 1 | Gara 2 | Gara 3 |
| ----------- | ------ | ----------- | ------ | ------ | ------ |
| Kuwait Club | 2–0    | Kazma       | 101–87 | 122–79 | –      |
| Manama      | 2–0    | Al Muharraq | 86–78  | 98–88  | –      |

#### Finale terzo posto
La finale per il terzo posto, che vale la qualificazione per la final 8 si è giocata il 22 aprile 2024.
| Squadra 1 | Risultato | Squadra 2   |
| --------- | --------- | ----------- |
| Kazma     | 93-83     | Al Muharraq |

#### Finali
Le date per le due sfide finali sono state definite nel 23 e nel 29 Aprile, mentre l'eventuale terza sfida si terrà il 6 maggio 2024.
| Squadra 1   | Totale | Squadra 2 | Gara 1 | Gara 2 | Gara 3 |
| ----------- | ------ | --------- | ------ | ------ | ------ |
| Kuwait Club | 2–1    | Manama    | 86-74  | 73-77  | 99-92  |

## Final Eight
Nelle Final Eight, alle prime tre squadre dell'Asia occidentale e della Lega del Golfo si sono aggiunte le squadre proposte dell'Asia meridionale e centrale (India e Kazakistan).La Final 8 della seconda edizione si disputerà a Doha, capitale del Qatar, dal 24 maggio al 1 giugno 2024.

### Fase a gironi
Il sorteggio dei due gironi, da quattro squadre ciascuno, in cui sono state divise le squadre partecipanti, si è tenuto il 13 maggio 2024.

#### Gruppo A
| Pos | Squadra          | G | V | P | GF  | GS  | DG  | Pt | Qualificazione |       | RIY    | SAG     | AST    | MNM     |
| --- | ---------------- | - | - | - | --- | --- | --- | -- | -------------- | ----- | ------ | ------- | ------ | ------- |
| 1   | Al-Riyadi Beirut | 3 | 3 | 0 | 273 | 223 | +50 | 6  | Semi-finali    |       | —      | 95–86   | 101–69 | 77–68   |
| 2   | Sagesse Beirut   | 3 | 2 | 1 | 284 | 266 | +18 | 5  | Semi-finali    |       | 86–95  | —       | 103–89 | 95–82   |
| 3   | Astana           | 3 | 1 | 2 | 280 | 321 | −41 | 4  |                |       | 69–101 | 89–103  | —      | 122–117 |
| 4   | Al Manama        | 3 | 0 | 3 | 267 | 294 | −27 | 3  |                | 68–77 | 82–95  | 117–122 | —      |         |

#### Gruppo B
| Pos | Squadra          | G | V | P | GF  | GS  | DG  | Pt | Qualificazione |        | KUW    | GOR    | KZM   | TAM    |
| --- | ---------------- | - | - | - | --- | --- | --- | -- | -------------- | ------ | ------ | ------ | ----- | ------ |
| 1   | Al Kuwait        | 3 | 3 | 0 | 284 | 248 | +36 | 6  | Semi-finali    |        | —      | 85–77  | 99–95 | 100–76 |
| 2   | Shahrdari Gorgan | 3 | 2 | 1 | 274 | 255 | +19 | 5  | Semi-finali    |        | 77–85  | —      | 93–79 | 104–91 |
| 3   | Kazma            | 3 | 1 | 2 | 276 | 288 | −12 | 4  |                |        | 95–99  | 79–93  | —     | 102–96 |
| 4   | Tamil Nadu       | 3 | 0 | 3 | 263 | 306 | −43 | 3  |                | 76–100 | 91–104 | 96–102 | —     |        |

### Fase finale
|  | Semifinali 31 Maggio | Semifinali 31 Maggio | Semifinali 31 Maggio |                |                      | Finale 1º Giugno          | Finale 1º Giugno          | Finale 1º Giugno          |  |
|  |                      |                      |                      |                |                      |                           |                           |                           |  |
|  | B1                   | Al-Riyadi Beirut     | 97                   |                |                      |                           |                           |                           |  |
|  | B1                   | Al-Riyadi Beirut     | 97                   |                |                      |                           |                           |                           |  |
|  | A2                   | Shahrdari Gorgan     | 81                   |                |                      |                           |                           |                           |  |
|  | A2                   | Shahrdari Gorgan     | 81                   |                | Al-Riyadi Beirut(OT) | Al-Riyadi Beirut(OT)      | 100                       |                           |  |
|  |                      |                      |                      |                | Al-Riyadi Beirut(OT) | Al-Riyadi Beirut(OT)      | 100                       |                           |  |
|  |                      |                      | Sagesse Beirut       | Sagesse Beirut | 90                   |                           |                           |                           |  |
|  | A1                   | Al Kuwait            | Sagesse Beirut       | Sagesse Beirut | 90                   | 72                        |                           |                           |  |
|  | A1                   | Al Kuwait            |                      |                |                      | 72                        |                           |                           |  |
|  | B2                   | Sagesse Beirut       | 76                   |                |                      | Finale 3º posto 1º Giugno | Finale 3º posto 1º Giugno | Finale 3º posto 1º Giugno |  |
|  | B2                   | Sagesse Beirut       | 76                   |                |                      |                           |                           |                           |  |
|  |                      |                      |                      |                |                      |                           |                           |                           |  |
|  |                      |                      |                      |                |                      | Shahrdari Gorgan          | Shahrdari Gorgan          | 92                        |  |
|  |                      |                      |                      |                |                      | Shahrdari Gorgan          | Shahrdari Gorgan          | 92                        |  |
|  |                      |                      |                      |                |                      | Al Kuwait                 | Al Kuwait                 | 76                        |  |

#### Semi-finali
Le due semifinali si giocheranno entrambe il 31 maggio 2024.
| Squadra 1        | Risultato | Squadra 2        |
| ---------------- | --------- | ---------------- |
| Al-Riyadi Beirut | 97–81     | Shahrdari Gorgan |
| Al Kuwait        | 72–76     | Sagesse Beirut   |

| Arbitri: | Harja Jaladri Mohammad Taha Glen Cornelio |

|              |          |                  |
| Gyokchyan 19 | Punti    | 14 Monji, Cherry |
| Arakji 9     | Assist   | 10 Monji         |
| Kikanovic 11 | Rimbalzi | 4 Cherry, Vahedi |

| Arbitri: | Yevgeniy Mikheyev Wissam Zein Kyoungjin Park |

|                       |          |              |
| Young 14              | Punti    | 22 Rakocevic |
| Hasan, Georges-Hunt 3 | Assist   | 4 Gibson     |
| Lalanne 13            | Rimbalzi | 12 Rakocevic |

#### Finale terzo posto
| Arbitri: | Raban Noujaim Paul Skayem Kyoungjin Park |

|           |          |                |
| Monji 25  | Punti    | 23 Young       |
| Cherry 8  | Assist   | 3 Georges-Hunt |
| Kazemi 20 | Rimbalzi | 8 Lalanne      |

#### Finale
| Arbitri: | Yevgeniy Mikheyev Harja Jaladri Wissam Zein |

|          |          |                     |
| Maker 35 | Punti    | 25 Early            |
| Saoud 8  | Assist   | 3 Ezzedine, Gibson  |
| Maker 15 | Rimbalzi | 10 Early, Rakocevic |

| FIBA West Asia Super League 2023-2024 |
| ------------------------------------- |
| Al-Riyadi Beirut 1º Titolo            |